# Allt är som förut
Allt är som förut är ett studioalbum av musikgruppen Drängarna, släppt 1997.

## Låtlista
| Nr  | Titel                   | Låtskrivare                                                  | Längd |
| --- | ----------------------- | ------------------------------------------------------------ | ----- |
| 1.  | "Allt är som förut"     | Peter Dahlqvist, Robert Åhlin                                | 3:17  |
| 2.  | "Fibbanbrud"            | Seth Justman, Peter Dahlqvist, Lars McLachlan                | 3:43  |
| 3.  | "Samma luft"            | Peter Dahlqvist, Robert Åhlin                                | 3:03  |
| 4.  | "Storbonden Jansson II" | Peter Dahlqvist, Robert Åhlin                                | 3:00  |
| 5.  | "Dräng kosack"          | Peter Dahlqvist, Robert Åhlin                                | 3:09  |
| 6.  | "Kom igen"              | Peter Dahlqvist, Robert Åhlin                                | 3:22  |
| 7.  | "Gå i skogen"           | Peter Dahlqvist, Robert Åhlin                                | 3:25  |
| 8.  | "Okey, okey"            | Peter Dahlqvist, Robert Åhlin                                | 3:34  |
| 9.  | "Näcken"                | Olav Fossheim, Lars Mclachlan, Peter Dahlqvist, Robert Åhlin | 3.27  |
| 10. | "Magnifika Erika"       | Peter Dahlqvist, Robert Åhlin                                | 3:22  |